# Malaya (Britse Rijk)

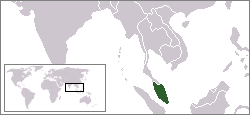
Brits Malaya tussen 1909 en 1946

Malaya was een Britse kolonie op het schiereiland Malakka. Tegenwoordig behoort dit gebied tot Maleisië.
Tijdens de Tweede Wereldoorlog werd het gebied door Japan bezet. Van 1948 tot en met 1960 was Malaya het strijdtoneel van een guerillaoorlog (de Malayaanse Noodtoestand) tussen communistische rebellen en de Britten en het Commonwealth.